# Mercedes-Benz W246
Mercedes-Benz W246 (eller Mercedes-Benz B-klass) är en MPV som den tyska biltillverkaren Mercedes-Benz introducerade på bilutställningen i Frankfurt i september 2011.
Versioner:
| Modell   | Årsmodell | Motor                      | Cylindervolym | Effekt     | Bränslesystem            |
| -------- | --------- | -------------------------- | ------------- | ---------- | ------------------------ |
| B160 CDI | 2014-18   | OM607: 4-cyl radmotor DOHC | 1461 cm³      | 90 hk      | Common rail turbodiesel  |
| B180 CDI | 2013-18   | OM607: 4-cyl radmotor DOHC | 1461 cm³      | 109 hk     | Common rail turbodiesel  |
| B180 CDI | 2012-13   | OM651: 4-cyl radmotor DOHC | 1796 cm³      | 109 hk     | Common rail turbodiesel  |
| B200 CDI | 2012-14   | OM651: 4-cyl radmotor DOHC | 1796 cm³      | 136 hk     | Common rail turbodiesel  |
| B200 CDI | 2015-18   | OM651: 4-cyl radmotor DOHC | 2143 cm³      | 136 hk     | Common rail turbodiesel  |
| B220 CDI | 2012-18   | OM651: 4-cyl radmotor DOHC | 2143 cm³      | 170-177 hk | Common rail turbodiesel  |
| B160     | 2016-18   | M270: 4-cyl radmotor DOHC  | 1595 cm³      | 102 hk     | Direktinsprutning, turbo |
| B180     | 2012-18   | M270: 4-cyl radmotor DOHC  | 1595 cm³      | 122 hk     | Direktinsprutning, turbo |
| B200     | 2012-18   | M270: 4-cyl radmotor DOHC  | 1595 cm³      | 156 hk     | Direktinsprutning, turbo |
| B220     | 2014-18   | M270: 4-cyl radmotor DOHC  | 1991 cm³      | 184 hk     | Direktinsprutning, turbo |
| B250     | 2013-18   | M270: 4-cyl radmotor DOHC  | 1991 cm³      | 211 hk     | Direktinsprutning, turbo |
| B250 e   | 2015-18   |                            |               | 180 hk     | Elmotor                  |